# Remesina
Remesina è un quartiere residenziale posto nella periferia Nord del comune di Carpi in Emilia-Romagna. Il quartiere prede il nome dall'omonima via intorno a cui esso si è sviluppato ed ampliato nel corso del tempo.

## Demografia e società
Il quartiere Remesina conta 9 119 abitanti al 31 dicembre 2018, dei quali 1 345, pari al 14,75%, è straniero, in linea con la media comunale. La popolazione è composta da 1 532 minorenni, ossia il 16,80% e da 2 100 anziani, corrispondenti al 23,03%.

## Monumenti e luoghi d'interesse
Nel quartiere sorge la parrocchia di San Giuseppe Artigiano, situata lungo via Remesina stessa.